# الوكالة الوطنية للتحكم في الطاقة
الوكالة الوطنية للتحكم في الطاقة (بالفرنسية: Agence nationale pour la maîtrise de l'énergie أو اختصارا ANME)‏ هي مؤسسة عمومية تونسية ذات صبغة غير إدارية، تأسست في 1985 ويقع مقرها في تونس العاصمة. تقع تحت إشراف وزارة الصناعة.

تتمثل مهامها في تنفيذ سياسة الدولة في ميدان التحكم في الطاقة وترشيدها، وذلك من خلال الدراسات والنهوض بالنجاعة الطاقية والطاقات المتجددة واستبدال الموارد الطاقية.

## روابط خارجية
- الموقع الرسمي.